# معاداة المورمونية

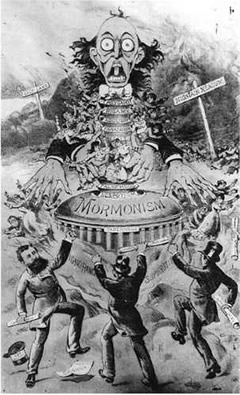
رسم سياسي كرتوني معادي للمورمون يعود للقرن التاسع عشر.

معاداة المورمونية، هي تمييز أو اضطهاد أو عداء أو تحامل ضد حركة قديسي الأيام الأخيرة، لا سيما كنيسة يسوع المسيح لقديسي الأيام الأخيرة. غالبًا ما يُستخدم هذا المصطلح لوصف الأفراد أو المنشورات التي تنتقد أتباعهم أو مؤسساتهم أو معتقداتهم، أو الاعتداءات الجسدية ضد قديسين معينين أو حركة قديسي الأيام الأخيرة ككل.
بدأت الحركة المناهضة للمورمونية قبل تأسيس كنيسة قديسي الأيام الأخيرة في عام 1830، واستمرّت إلى يومنا هذا. تعالت أصوات المعارضة القوية خلال القرن التاسع عشر، وخصوصًا أثناء حرب يوتا في خمسينيات القرن التاسع عشر. نشطت هذه الحركة في النصف الثاني من القرن التاسع عشر أيضًا، عندما اعتبر الحزب الجمهوري الأمريكي تعدد الزوجات في إقليم يوتا بمثابة «مخلّفات مرتبطة بأيام الهمجية» جنبًا إلى جنب مع العبودية.
تنشط معاداة المورمونية في العصر الحديث على مواقع الويب والمدوّنات الصوتية أو المرئية ووسائل الإعلام الأخرى؛ إذ تقدّم آراء بديلة حول المورمونية وتنظّم احتجاجات سلمية في تجمّعات قديسي الأيام الأخيرة الكبيرة مثل المؤتمر نصف السنوي العام للكنيسة المرافق لمهرجان قديسي الأيام الأخيرة، أو في المناسبات التي تحدث أثناء بناء معابد جديدة لقديسي الأيام الأخيرة. يؤمن المعارضون للمورمونية بعدم صحّة ادعاءات الكنيسة المتمثّلة بقيامها على جذور إلهية، ويعتقدون أن هذه الكنائس ليست مسيحية، وأن هذا الدين قائم على الاحتيال والخداع من جانب قادته الحاليين والسابقين. بدأ مكتب التحقيقات الفدرالي بتتبع جرائم الكراهية ضد المورمون في الولايات المتحدة في عام 2015، إذ لاحظوا تصاعد هذه الحوادث مع مرور الوقت.

## الجذور
ظهر مصطلح «معاداة المورمون» لأول مرة في السجلات التاريخية في عام 1833، في مقال لصحيفة دايلي هيرالد في لويفيل بولاية كنتاكي تحت عنوان «المورمون ومعاداة المورمونية» (اعتُبرت هذه المقالة سبّاقةً في إطلاقها على المؤمنين بكتاب المورمون لقب «مورمون»). كُشف عن خطّة لنشر كتيّب مناهض للمورمونية في عام 1841. أشارت صحيفة تايمز أند سيزنز التابعة لكنيسة قديسي الأيام الأخيرة في 16 أغسطس من ذلك العام إلى ثقة المورمون بأنفسهم، على الرغم من أن كتيّب مكافحة المورمون هذا مُصمّم من قبل «الشيطان ومبعوثيه» بهدف إغراق العالم بـ «الكذب والتقارير الشريرة» لكن «نحن ما زلنا مؤمنين بأن الأشخاص السائرين على سبيل الله سيميلون إلى مجد الله في النهاية- وسينشرون حقيقة وخير الكنيسة».
انتُقدت عشرات المنشورات المورمونية بشدّة منذ أيامها الأولى، ومن أبرز هذه المنشورات كتاب إبر دي. هاو لعام 1834 إزاحة الستار عن المورمونية. وصفت كنيسة قديسي الأيام الأخيرة هذه المنشورات في البداية على أنها «معادية للمسيحية»، بشّر نشر الكتيّب والتشكيل اللاحق لـ «الحزب المناهض للمورمونية» في إلينوي بإجراء تحوّل في المصطلحات. أصبحت «معاداة المورمونية» بحسب منتقدي الكنيسة تسميةً ذاتيةً متكبّرة ومشحونة سياسيًا.
يُستخدم هذا المصطلح في يومنا هذا للإشارة إلى الأشخاص والمنشورات المعارضة لكنيسة قديسي الأيام الأخيرة، وذلك على الرغم من اعتبار نطاق المصطلح الضيّق هذا موضع نقاش. يستخدم البعض هذا المصطلح لوصف أي شيء يعتبرونه بمثابة نقد لكنيسة قديسي الأيام الأخيرة.
أشار الباحث المؤمن بقدّيسي الأيام الأخيرة ويليام أو. نيسلون (منحازًا إلى التعريف الأخير والأقل شمولية للمصطلح) إلى تضمّن هذا المصطلح في الموسوعة المورمونية «أي معارضة عدائية أو جدلية للمورمونية، أو قدّيسي الأيام الأخيرة مثل جوزيف سميث وخلفاؤه، أو مذاهب الكنيسة وممارساتها؛ بغض النظر عن حسن نيّة هذه المنشورات أحيانًا؛ التي قد تتحول إلى رسوم كاريكاتورية حقودة وباطلة ومهينة، أو تحامل، أو مضايقة قانونية تنتهي باعتداء لفظي أو جسدي على حد سواء».

### ردود الفعل
يعترض العديد ممّن يُصنّفون على أنهم «معادون للمورمونية» على هذا التعريف، بحجة أن هذا المصطلح يرسّخ الفكرة القائلة إن أي خلاف أو نقد للمورمونية نابع من تحيّز «مورموني» متأصل بدلًا من اعتباره نقاشًا واقعيًا أو دينيًا مشروعًا. على سبيل المثال، يميّز إريك جونسون بين «العداء الشخصي والحوار الفكري». يؤكّد جونسون على أنه مدفوع بـ «الحب والرحمة للمورمون»، وأنه «[يمكن] أن يعترف بأنه مذنب إزاء المورمونية» لكنّه يرى أن معاداة المورمونية «أمر مسيء وغير دقيق». يوضّح ستيفن كانون قائلًا:
يجدر بنا أن نعرف أن المورمون هم مجموعة من الأشخاص المتّحدين حول نظام عقائدي. وبذلك، أن تكون «معاديًا للمورمونية» يعني أنّك ضد أشخاص معيّنين. لا يمكن اعتبار المسيحيين الراغبين بنشر إنجيل يسوع المسيح بين المورمون أشخاصًا مناهضين لأي طائفة من البشر. نعم، هناك اختلافات قوية بين المسيحيين الإنجيليين والمورمونية، لكنّ خلافهم مقتصر على النظام العقائدي بعيدًا عن الأفراد. لا يمكن اعتبار الأشخاص المؤمنين بكنيسة قديسي الأيام الأخيرة أسوأ أو أفضل من أي مجموعة من الناس. ينبغي أن يكون الخلاف مع «الفكرة» وليس مع «المورمون» بصفتهم أفرادًا.
يرفض جيمس وايت هذا المصطلح بسبب افتقار وجود مصطلح عكسي، إذ كتب لأحد المدافعين عن كنيسة قديسي الأيام الأخيرة قائلًا: «إن عرّفت نفسك بصفتك معاديًا للمعمودية، سأسمح لك بتسميتي معاديًا للمورمونية».
وُصفت بعضٌ من الكتابات السلبية لأعضاء الكنيسة بأنّها معادية للمورمونية، وخصوصًا تلك الكتابات التي تشكّك في طبيعة الكنيسة الإلهية. تُوصف كتابات المورمون السابقين حول الكنيسة على أنها معادية للمورمونية أيضًا، حتّى وإن لم تكن كتاباتهم هذه ذات طابع تحريضي. هناك جدل قائم حول ما يُمكن اعتباره «معاديًا للمورمونية» في أوساط مناقشات المورمون حول المؤلفين والمصادر.